# Karaba
Karaba è un comune rurale del Mali facente parte del circondario di San, nella regione di Ségou.
Il comune è composto da 13 nuclei abitati:
- Dionasso-M'Pesso
- Dionasso-Mianka
- Dionasso Peulh
- Djékouna-Tokan
- Djékouna-Zokan
- Karaba-Fintégué
- Karaba-Kagoua (centro principale)
- Karaba-Katala
- Niangoro
- Solosso
- Soumazangasso-Zanga
- Soumazangasso-Ziékan
- Wolon